# ديباك مالك
ديباك مالك (1995 في الهند - ) هو لاعب كريكت هندي.